# 이태훈 (배우)
이태훈은 대한민국의 배우이다.

## 학력
- 서울예술대학 연극과
- 서울문화예술대학교연극영화과 학사
- 경기대국제.문화대학원연기학과 석사

## 출연작

### 영화
- 《초록밤》(2022년) - 아버지 역
- 《실버벨》(2014년) - 장군 역
- 《유신의 미학》(2014년)
- 《한번도 안해본 여자》(2014년) - 교수 2 역
- 《핏불테리아》(2012년)
- 《철가방 우수씨》(2012년) - 의찬 역
- 《90분》(2012년) - 철균  역
- 《특수본》(2011년) - 본청동료 역
- 《쉐어 더 비전》(2011년) - 레이싱장 장내 아나운서 역
- 《레지스탕스》(2010년)
- 《작은 연못》(2010년) - 피난민들 역
- 《피쉬》(2008년)
- 《순정만화》(2008년) - 동사무소 동장 역
- 《올드 랭 사인》(2007년) - 전성태
- 《모두들, 괜찮아요?》(2006년) - 택시기사 역
- 《처녀네 식당》(2000년)
- 《남자의 향기》(1998년) - 중년 남자 1 역
- 《스카이 닥터》(1997년) - 노인 1 역

### 드라마
- 《토지》(SBS, 2004년) - 우관스님 역

### 연극
- 《작가찾는 6인물 - 지멋대로 사람들》 - 연출가 역
- 《다목리 미상번지》 - 전경호 역
- 《성호가든》 - 주인남자 역
- 《아름다운 인연》 - 홍장군 역
- 《러브스 게임》 - 안정수 역
- 《AD313》
- 《서울방자》
- 《서울말뚝이》

## 수상
- 2007년 제27회 한국예술평론가협의회 올해의 연극부문상